# Chipiu à capuchon
Poospiza melanoleuca
Espèce
Statut de conservation UICN

 LC  : Préoccupation mineure
Répartition géographique
Le Chipiu à capuchon (Microspingus melanoleucus) est une espèce de passereau appartenant à la famille des Thraupidae.

## Répartition
Son aire s'étend essentiellement à travers le Gran Chaco.